# Lotus E21
Lotus E21 je vůz formule 1 týmu Lotus F1 nasazený pro rok 2013. Vozidlo pilotovali Finové Kimi Räikkönen a Heikki Kovalainen a Francouz Romain Grosjean. Monopost byl představen 28. ledna 2013.